# Chrysomya oumeensis
Chrysomya oumeensis är en tvåvingeart som beskrevs av Rickenbach 1960. Chrysomya oumeensis ingår i släktet Chrysomya och familjen spyflugor.
Artens utbredningsområde är Elfenbenskusten. Inga underarter finns listade i Catalogue of Life.